# 2010年5月中国大陆

## 5月1日
- 中国2010年上海世界博览会开园仪式在上海世博中心举行。中共中央政治局常委、全国政协主席贾庆林出席开园仪式，并同国际展览局主席让-皮埃尔·蓝峰一道为上海世博会开园[1][2][3][4]。
- 中共中央政治局常委、国务院总理温家宝再次赴青海玉树地震灾区[5][6][7][8]。

## 5月3日
- 应中共中央总书记、国家主席胡锦涛的邀请，朝鲜劳动党总书记、国防委员会委员长金正日于5月3日至5月7日对中国进行非正式访问，并在北京、天津、辽宁等省市参观考察[9]。在北京期间，胡锦涛同金正日举行会谈并举行欢迎宴会，陪同金正日参观北京博奥生物有限公司。中共中央政治局常委、全国人大常委会委员长吴邦国，中共中央政治局常委、国务院总理温家宝分别会见金正日[10]。中共中央政治局常委贾庆林、李长春、习近平、李克强、贺国强、周永康分别陪同金正日参观或参加有关活动[11]。

## 5月11日
- 孙天牧《化古开今》画展在北京画院美术馆开幕。中共中央政治局常委、国务院总理温家宝致信祝贺，国务委员兼国务院秘书长马凯出席开幕式[12][13][14][15]。

## 5月13日
- 上午，河南省高级人民法院与商丘市中级人民法院联合召开新闻发布会宣布：给予因错案冤枉服刑10多年的赵作海国家赔偿金及生活困难补助费共计65万元[16][17][18][19]。

## 5月16日
- 5月16日至26日，第四届全国体育大会在安徽省合肥市举行，中共中央政治局委员、国务委员刘延东出席开幕式并宣布第四届全国体育大会开幕[20][21]。

## 5月23日
- 凌晨2时，由上海南开往桂林的K859次旅客列车运行至江西省境内沪昆铁路余江至东乡间发生脱线事故，中断上下行线路行车[22]。事故已造成19人死亡，11人重伤，60人轻伤[23][24][25][26]。

## 5月24日
- 上午，第二轮中美战略与经济对话在人民大会堂开幕。中国国家主席胡锦涛出席开幕式并发表重要讲话，美国总统奥巴马向开幕式致辞[27]。中国国家主席胡锦涛特别代表、国务院副总理王岐山和国务委员戴秉国与美国总统奥巴马特别代表国务卿希拉里·克林顿和财政部长蒂莫西·盖特纳共同主持对话[28][29][30]。

## 5月25日
- 国务院总理温家宝在中南海紫光阁会见来京出席第二轮中美战略与经济对话的美国总统特别代表国务卿克林顿和财长盖特纳[31]。

## 5月26日
- 中共中央办公厅、国务院办公厅印发《关于领导干部报告个人有关事项的规定》[32][33]。

## 5月29日
- 5月29日至30日，第三次中国、日本、韩国领导人会议在韩国济州岛举行。中国国务院总理温家宝、日本首相鸠山由纪夫和韩国总统李明博出席会议。会议由李明博主持[34][35]。

## 5月31日
- 中共中央总书记、国家主席、中央军委主席胡锦涛来到中国科技馆新馆，同出席即将在京召开的中国少年先锋队第六次全国代表大会的全体小代表和部分中外少年儿童一起参加“体验科学、快乐成长”活动[36][37][38]。